# Badnawar
Badnawar is een nagar panchayat (plaats) in het district Dhar van de Indiase staat Madhya Pradesh. 

## Demografie
Volgens de Indiase volkstelling van 2001 wonen er 17.746 mensen in Badnawar, waarvan 53% mannelijk en 47% vrouwelijk is. De plaats heeft een alfabetiseringsgraad van 64%. 